# Eschen-Rose
|  | Dieser Artikel wurde aufgrund von formalen oder inhaltlichen Mängeln in der Qualitätssicherung Biologie im Abschnitt „Pflanzen“ zur Verbesserung eingetragen. Dies geschieht, um die Qualität der Biologie-Artikel auf ein akzeptables Niveau zu bringen. Bitte hilf mit, diesen Artikel zu verbessern! Artikel, die nicht signifikant verbessert werden, können gegebenenfalls gelöscht werden. Lies dazu auch die näheren Informationen in den Mindestanforderungen an Biologie-Artikel. |

Die Eschen-Rose (Rosa blanda), auch Labrador-Rose, Wiesen-Rose oder Eschenblättrige Rose genannt, ist eine Pflanzenart aus der Gattung Rosen (Rosa) innerhalb der Familie der Rosengewächse (Rosaceae).

## Beschreibung
Rosa blanda bildet einen Strauch, der Wuchshöhen von bis zu 2 Metern erreicht. Die glatten, langen Zweige tragen nur wenige Stacheln an der Basis. Die unpaarig gefiederten Laubblätter sind 2 bis 5 Zentimeter lang und bestehen aus fünf bis sieben länglich-ovalen Fiederblättchen. Die Blütezeit beginnt früh – ab Mai. Die Blüten stehen einzeln oder bis zu sechst in Büscheln zusammen. Die leicht duftenden, zwittrigen Blüten sind bei einem bis Durchmesser von bis zu 5 Zentimetern radiärsymmetrisch mit doppelter Blütenhülle. Die Kronblätter sind kräftig rosafarben. Die relativ großen Hagebutten sind bei Reife leuchtend rot.
Die Chromosomenzahl beträgt 2n = 14.

## Vorkommen
Das ursprüngliche Verbreitungsgebiet von Rosa blanda befindet sich im östlichen und mittleren Nordamerika. Diese Wildrose ist frosthart bis −29 °C (USDA-Zone 5).

## Systematik
Die Erstveröffentlichung von Rosa blanda erfolgte 1789 durch William Aiton. Rosa blanda ist die nordamerikanische Verwandte der in Europa heimischen Rosa majalis.
Von Rosa blanda wurden mehrere Varietäten beschrieben (Auswahl):
- Rosa blanda Aiton var. blanda
- Rosa blanda var. glabra
- Rosa blanda var. hispida

## Verwendung
Rosa blanda wurde von dem ungarischen Rosen-Züchter Rudolf Geschwind Ende des 19. Jahrhunderts neben Rosa arkansana, Rosa acicularis und anderen Wildrosen verwendet, um eine Gruppe robuster und besonders winterharter „Nordlandrosen“ zu züchten. In den USA wurde Rosa blanda verwendet, um eine „stachellose“ Rose zu züchten.